# 路易斯维尔大学法学院
路易斯维尔大学法学院（英語：University of Louisville School of Law）是一所位于美国肯塔基州路易斯維爾的法学院，附属于路易斯維爾大学。该院创建于1846年。该院在《美国新闻与世界报道》的法学院排名中排到98名。